# Ghatiana dvivarna
Ghatiana dvivarna — вид прісноводних крабів родини Gecarcinucidae. Описаний у 2022 році. Поширений у горах Західні Гати в Індії.

## Відкриття
Вид вперше був помічений 30 червня 2021 року в національному парку Калі (Анші) в штаті Карнатака. Лісовий охоронець шукав в регіоні гадюку піщану ефу. Його друг, який супроводжував його, запропонував перевірити глибші ліси поблизу латеритних скель, коли він помітив краба біля водойми. Він сфотографував краба і поділився ними з Варадом Гірі, головним науковим співробітником Reliance Foundation. Гірі переглянув фотографії та сказав, що це, ймовірно, новий вид. Через рік у серпні 2022 року було опубліковано статтю, в якій було оголошено про новий вид.

## Розповсюдження
Типовою місцевістю Ghatiana dvivarna є Баре в окрузі Північна Каннада в Карнатаці в Західних Гатах. Це ендемік цієї місцевості.

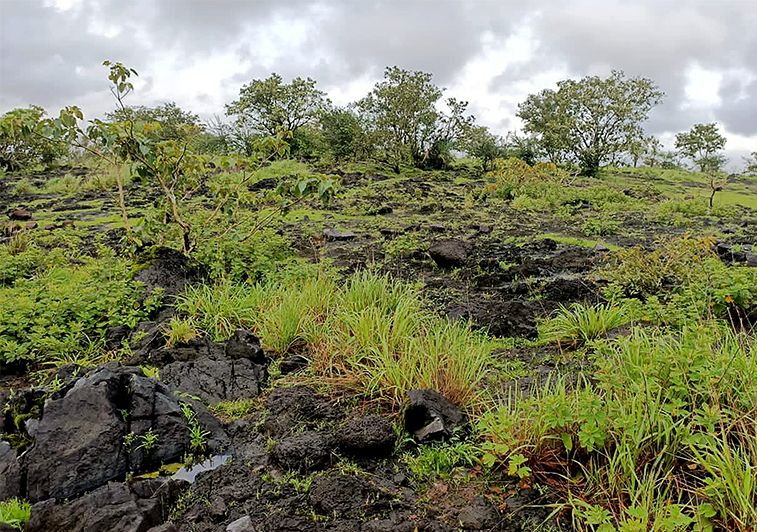
Типова місцевість Ghatiana dvivarna

## Етимологія
Видовий епітет, dvivarna (द्विवर्ण) походить від санскритського слова, що означає «двоколірний», і стосується кольору краба в житті, який в основному складається з двох кольорів (білого та червоно-фіолетового).

## Поведінка та екологія
Вид населяє піднесені гори Центральних Західних Гат на скелястих відслоненнях з трав'янистою рослинністю. Отвори в латеритних породах є їхнім природним середовищем існування. Окремі особини також можуть ховатися під невеликими валунами. Зазвичай їх можна побачити під час мусонів (червень–вересень). В основному вони активні в сутінковий період. У цей час, коли погода дуже похмура з опадами або туманом, можна побачити до 30–40 крабів.